# Sälsjöhållans naturreservat
Sälsjöhållans naturreservat är ett naturreservat i Härjedalens kommun i Jämtlands län.
Området är naturskyddat sedan 2022 och är 1 285 hektar stort. Reservatet ligger söder om Sveg och består av berget Sälsjöhållans, och även Sör-Krokslättåsens tallskogsbevuxna väst-, syd- och östsluttningar. Genom områdets södra och östra delar flyter Lerån respektive Mösjöån. 